# Versteinerter Wald von Lesbos

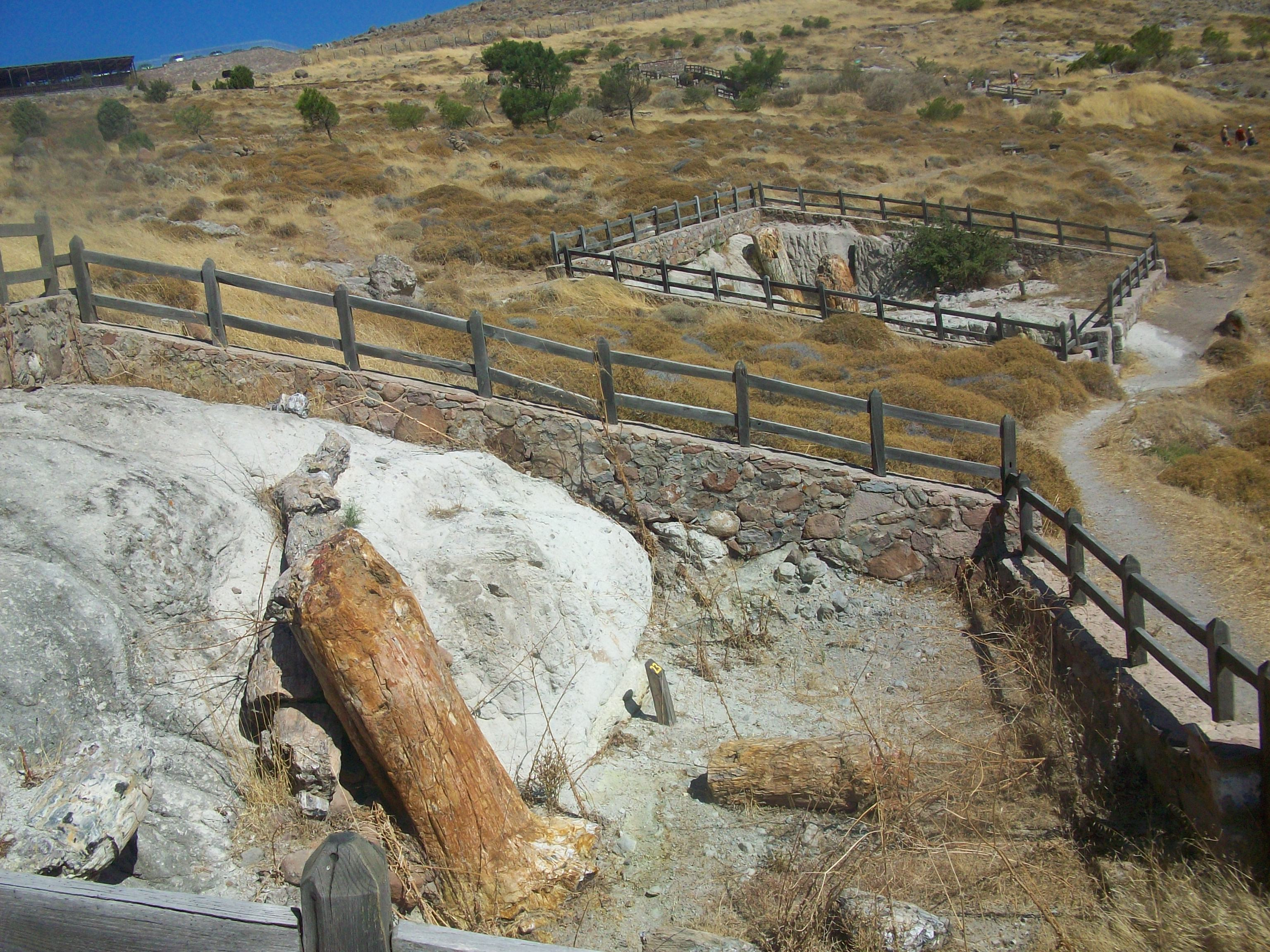
Versteinerter Wald von Lesbos

Der Versteinerte Wald von Lesbos ist ein versteinerter Wald auf Lesbos in Griechenland.
Er wurde als geschütztes Naturdenkmal eingestuft. Der Versteinerte Wald von Lesbos entstand aus den versteinerten Überresten von Pflanzen, die an vielen Stellen im westlichen Teil der Insel Lesbos gefunden werden können. Das von den Dörfern Eressos, Antissa und Sigri umschlossene Gebiet ist sehr reich an fossilen Baumstämmen und bildet den Versteinerten Wald von Lesbos, der Museum für die Naturgeschichte des Versteinerten Waldes von Lesbos (Μουσείο Φυσικής Ιστορίας Απολιθωμένου Δάσους Λέσβου) verwaltet wird. Vereinzelte Pflanzenfossilien können in vielen anderen Teilen der Insel gefunden werden, unter anderem in den Dörfern Molyvos, Polichnitos, Plomari und Akrasi.
Der Versteinerte Wald von Lesbos ist ein einzigartiges Zeugnis des Ökosystems, das einst in der Ägäis-Region während des Miozäns existierte. Der Wald besteht aus Hunderten von versteinerten Stämmen von Koniferen und Laubbäumen.
Der Versteinerte Wald von Lesbos ist ein wichtiger Teil des Lesvos Geopark, einer von fünf UNESCO Global Geoparks in Griechenland.

## UNESCO-Welterbe-Stätte
Der Versteinerte Wald von Lesbos wurde im Frühjahr 2014 für die Vorschlagsliste der UNESCO für das Weltkulturerbe angemeldet.